# Bingoal Cycling Cup 2020
De Bingoal Cycling Cup - Beker van België 2020 was de tweede editie onder deze naam van dit regelmatigheidscriterium in het Belgische wielrennen voor beroepswielenners. Het is de opvolger van de Napoleon Games Cup 2018 - Beker van België. Bingoal is van 2019 tot en met 2021 de nieuwe sponsor.
In 2020 omvatte de Bingoal Cycling Cup zeven wedstrijden in plaats van de gebruikelijke acht. Halle-Ingooigem vond dit jaar niet plaats aangezien de organisatie achter deze traditiewedstrijd, vzw Yvegem Sportief, in 2020 het Belgisch kampioenschap organiseerde. Vanwege de coronapandemie werden vijf wedstrijden afgelast waardoor er geen eindklassement werd opgemaakt.

## Uitslagen
| Datum        | Wedstrijd                       | Winnaar        | Tweede         | Derde             |                  | Leider puntenklassement |
| ------------ | ------------------------------- | -------------- | -------------- | ----------------- | ---------------- | ----------------------- |
| 8 maart      | Grote Prijs Jean-Pierre Monseré | Fabio Jakobsen | Dimitri Dupont | Alfdan De Decker  | Fabio Jakobsen   |                         |
| 24 mei       | Grote Prijs Marcel Kint         | geannuleerd    | geannuleerd    | geannuleerd       |                  |                         |
| 15 augustus  | Dwars door het Hageland         | Jonas Rickaert | Nils Eekhoff   | Gianni Vermeersch | geen eindwinnaar |                         |
| 15 september | Omloop van Wallonië             | geannuleerd    | geannuleerd    | geannuleerd       |                  |                         |
| 23 augustus  | Schaal Sels                     | geannuleerd    | geannuleerd    | geannuleerd       |                  |                         |
| 18 september | Kampioenschap van Vlaanderen    | geannuleerd    | geannuleerd    | geannuleerd       |                  |                         |
| 11 oktober   | Memorial Rik Van Steenbergen    | geannuleerd    | geannuleerd    | geannuleerd       |                  |                         |

2016 ·  2017 ·  2018 · 2019 · 2020 · 2021 · 2022 · 2023 · 2024 · 2025